# Isophyllia rigida
Isophyllia rigida är en korallart som först beskrevs av James Dwight Dana 1848.  Isophyllia rigida ingår i släktet Isophyllia och familjen Mussidae. IUCN kategoriserar arten globalt som livskraftig. Inga underarter finns listade i Catalogue of Life.